# Michel Jarraud
Pour les articles homonymes, voir Jarraud.
Michel Jarraud (31 janvier 1952 à Châtillon-sur-Indre) est un météorologue français, spécialisé dans la prévision numérique du temps, qui fut Secrétaire général de l'Organisation météorologique mondiale (OMM) de 2004 à 2015.

## Biographie
M. Jarraud est diplômé de l'École polytechnique française en 1974 et de l'École nationale de la météorologie en 1976. Il a commencé sa carrière de météorologue cette année-là en tant que chercheur en prévision numérique du temps au service météorologique national français Météo-France. En juin 1978, il rejoint le Centre européen pour les prévisions météorologiques à moyen terme (CEPMMT) où il travaille au développement du modèle numérique spectral opérationnel.
De 1986 à 1989, il fut directeur du département des prévisions météorologiques de Météo-France avant de retourner au CEPMMT en 1990. En 1991, il est devenu directeur adjoint du CEPMMT.
En janvier 1995, Jarraud est devenu secrétaire général adjoint de l'OMM après avoir auparavant travaillé dans d'autres institutions météorologiques. Jarraud a été élu Secrétaire général de l'OMM par le quatorzième Congrès météorologique mondial (5-24 mai 2003) et a pris ses fonctions le 1er janvier 2004. Après deux réélections, il l'a remis à Petteri Taalas le 1er janvier 2016.

## Affiliations
Jarraud est membre de l'American Meteorological Society, membre de la Société météorologique de France, de la Royal Meteorological Society et de l'African Meteorological Society, ainsi que membre honoraire des Sociétés chinoise et cubaine de météorologique.

## Honneurs
Le 28 juin 2016, M. Jarraud fut nommé Chevalier de la Légion d'honneur de France en reconnaissance de ses réalisations au service de la science météorologique et son action à l'OMM dans le dossiers du changement climatique.
La Société européenne de météorologie a choisi Michel Jarraud comme lauréat de la médaille d'argent de l'organisation en 2016 pour ses contributions scientifiques importantes à la mise en place de méthodes spectrales dans la prévision numérique du temps, son rôle dans le développement de l'Organisation météorologique mondiale et sa participation au développement de plusieurs initiatives majeures.
Il a reçu également :
- 2004 : Docteur ès Sciences (Honoris Causa) de l'Université nationale agraire La Molina, Pérou ;
- 2010 : Professeur honoraire de l'Université des sciences et technologies de l'information de Nanjing, Nanjing, Chine ;
- 2013 : Docteur honoris causa de l'Université d'Etat d'architecture et de construction d'Erevan, Arménie.